# Capeobolus brevicaulis
Capeobolus brevicaulis là một loài thực vật có hoa trong họ Cói. Loài này được (C.B.Clarke) Browning mô tả khoa học đầu tiên năm 1999.